# Onçafari

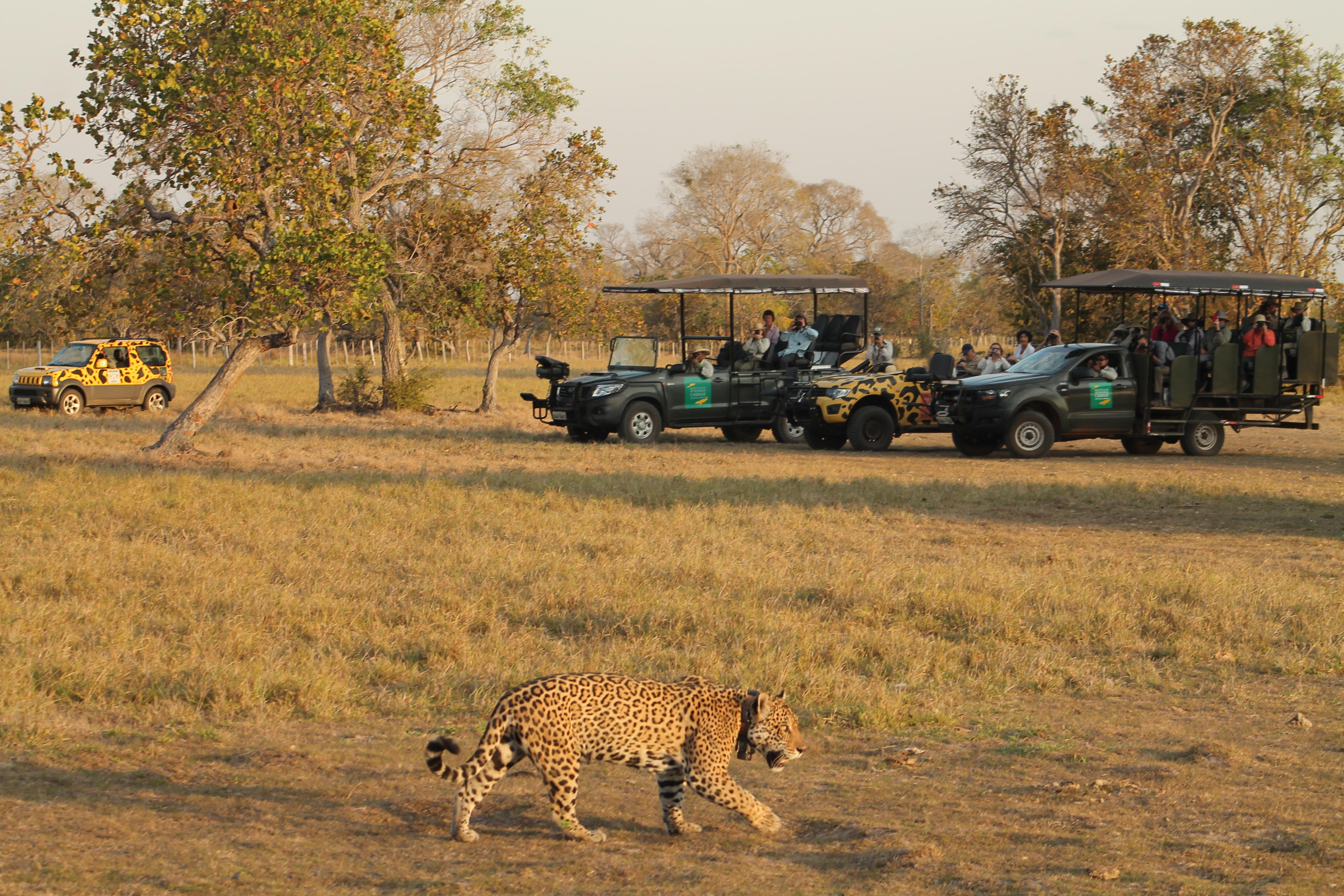
Avistamento de onça-pintada durante safari no pantanal sul-matogrossense.

A Associação Onçafari é uma organização não governamental que atua com a conservação de espécies ameaçadas e com ecoturismo no Brasil. A associação foi fundada pelo ex-piloto de fórmula 1 Mario Haberfeld em agosto de 2011.
Entre outras atividades, a organização monitora onças-pintadas no Pantanal do Mato Grosso do Sul.
Uma das formas de atuação é o monitoramento com armadilhas fotográficas, que também contribuem com registros de espécies raras, como o cachorro-vinagre.
A associação também atua com pesquisa científica, tendo, por exemplo, identificado interações de mobbing entre queixadas e onças-pintadas.

## Referência
1. ↑  «Iniciativas no esporte e na moda colocam as onças no centro da causa ambiental». O Globo. 20 de outubro de 2020. Consultado em 3 de agosto de 2022
2. ↑  «Nossa história». Onçafari. Consultado em 3 de agosto de 2022
3. ↑  «Mamãe onça 'adverte' filhote mais velha por causa da irmã mais nova, no Pantanal de MS: Assista ao vídeo». G1. Consultado em 3 de agosto de 2022
4. ↑  «Animal raro, cachorro-vinagre é visto por câmera de monitoramento durante passeio com filhotes no Pantanal». G1. Consultado em 3 de agosto de 2022
5. ↑  Rampim, Lilian E.; Sartorello, Leonardo R.; Fragoso, Carlos E.; Haberfeld, Mario; Devlin, Allison L. (fevereiro de 2020). «Antagonistic interactions between predator and prey: mobbing of jaguars (Panthera onca) by white-lipped peccaries (Tayassu pecari)». acta ethologica (1): 45–48. ISSN 0873-9749. doi:10.1007/s10211-020-00335-w. Consultado em 3 de agosto de 2022